# ГЕС Ріо-Ліндо
ГЕС Ріо-Ліндо – гідроелектростанція на північному заході Гондурасу. Знаходячись після ГЕС Канаверал (29 МВт), становить нижній ступінь в дериваційному каскаді на правобережжі річки Улуа, яка тече в північно-східному напрямку до впадіння в затоку Гондурас (Карибське море). 
Схема гідровузла, у складі якого працює ГЕС Ріо-Ліндо, починається з озера Yojoa. Природним шляхом воно дренувалось на південь у сточище правого витоку Улуа річки Гранде-де-Оторо, по якій вода обходила озеро з заходу, а далі вже по руслу власне Улуа прямувала північніше від Yojoa. Таку конфігурацію вирішили використати в гідроенергетичних цілях, перекривши дамбою природний сток та спрямувавши ресурс з Yojoa одразу на північ, в долину правої притоки Улуа річки Ріо-Ліндо (має устя за три з половиною десятки кілометрів на північний схід від озера та лише за півкілометра вище від впадіння іншої притоки Улуа річки Humaya, на якій працює найпотужніша ГЕС країни El Cajon). 
Відпрацьована на станції Канаверал вода потрапляє до відвідного каналу довжиною 0,5 км, котрий завершується у водозабірній споруді на Ріо-Ліндо. Звідси ресурс спрямовують у два прокладені по правобережжю річки водоводи довжиною по 7,8 км. Приблизно посередині траси кожен з них з’єднаний із запобіжним балансуючим резервуаром баштового типу.
Машинний зал у 1971 році обладнали двома турбінами типу Пелтон потужністю по 20 МВт, до яких за сім років додали ще дві такі ж. При напорі біля 400 метрів вони забезпечують виробництво 583 млн кВт-год електроенергії на рік. У середині 2010-х років запланували модернізацію, яка має збільшити потужність кожного гідроагрегату до 24,4 МВт.
Відпрацьована вода ппо відвідному каналу довжиною біля 1 км потрапляє до Ріо-Ліндо.
Видача продукції відбувається по ЛЕП, розрахованій на роботу під напругою 138 кВ.